# Mascarenichthys microphthalmus
Mascarenichthys microphthalmus är en fiskart som beskrevs av Werner Schwarzhans och Møller 2007. Mascarenichthys microphthalmus ingår i släktet Mascarenichthys och familjen Bythitidae. Inga underarter finns listade i Catalogue of Life.